# Derek Klena
Derek Anthony Klena (San Dimas, 3 ottobre 1991) è un attore e cantante statunitense.

## Biografia
Ha recitato in diversi musical a Broadway e nell'Off Broadway, tra cui: Carrie (Off Broadway, 2012), Dogfight (Off Broadway, 2013), Wicked (Broadway, 2013), The Bridges of Madison County (Broadway, 2014) e Anastasia (Broadway, 2017). Nel 2019 è tornato a recitare a Broadway nel musical di Alanis Morissette Jagged Little Pill e per la sua interpretazione è stato candidato al Tony Award al miglior attore non protagonista in un musical. Nel 2022 ha sostituito Aaron Tveit nel ruolo del protagonista Christian in Moulin Rouge! a Broadway.
Klena è sposato dal 2018 con Elycia Scriven.

## Filmografia parziale

### Televisione
- The Tomorrow People - serie TV, 1 episodio (2013)
- The Carrie Diaries - serie TV, 1 episodio (2014)
- Law & Order - Unità vittime speciali - serie TV, episodio 16x18 (2015)
- Unbreakable Kimmy Schmidt - serie TV, 4 episodi (2016-2018)
- Blue Bloods - serie TV, episodio 6x20 (2016)
- Last Week Tonight with John Oliver - serie TV, 1 episodio (2016)
- Quantico - serie TV, episodio 2x04 (2016)
- The Code - serie TV, 7 episodi (2019)
- City on a Hill - serie TV, 2 episodi (2019)
- Pretty Little Liars: Original Sin - serie TV, 14 episodi (2022-2024)

## Doppiatori italiani
Nelle versioni in italiano delle opere in cui ha recitato, Derek Klena è stato doppiato da:
- Flavio Aquilone in Blue Bloods
- Massimo Triggiani in Unbreakable Kimmy Schimdt (ep. 2x03)
- Manuel Meli in Unbreakable Kimmy Schimdt (ep. 3x13, 4x03)
- Luca Mannocci in Pretty Litte Liars: Original Sin